# Малая улица (Горелово)
Ма́лая улица — улица в Красносельском районе Санкт-Петербурга на территории посёлка Горелово. Соединяет Социалистическую и Школьную улицу. Протяжённость —  131 м. 

## География
Улица проложена в направлении с запада на восток (по нумерации домов). По мере возрастания нумерации домов не изменяется тип застройки улицы т. е. сохраняется малоэтажная застройка.

## Транспорт
- Ж/д платформа Горелово (610 м)

На пересечении с Аннинским шоссе:
- Автобусы: 20, 81, 145, 145Б, 145Э, 147, 165, 181, 245, 442, 458, 458Б, 481, 482, 482В, 484, 487, 546, 632А, 636, 639А
- Маршрутные такси: 105А, 631, 650В

## Примыкание
С запада на восток
- Социалистическая улица
- Школьная улица